# St. Peter und Paul (Steinbach)

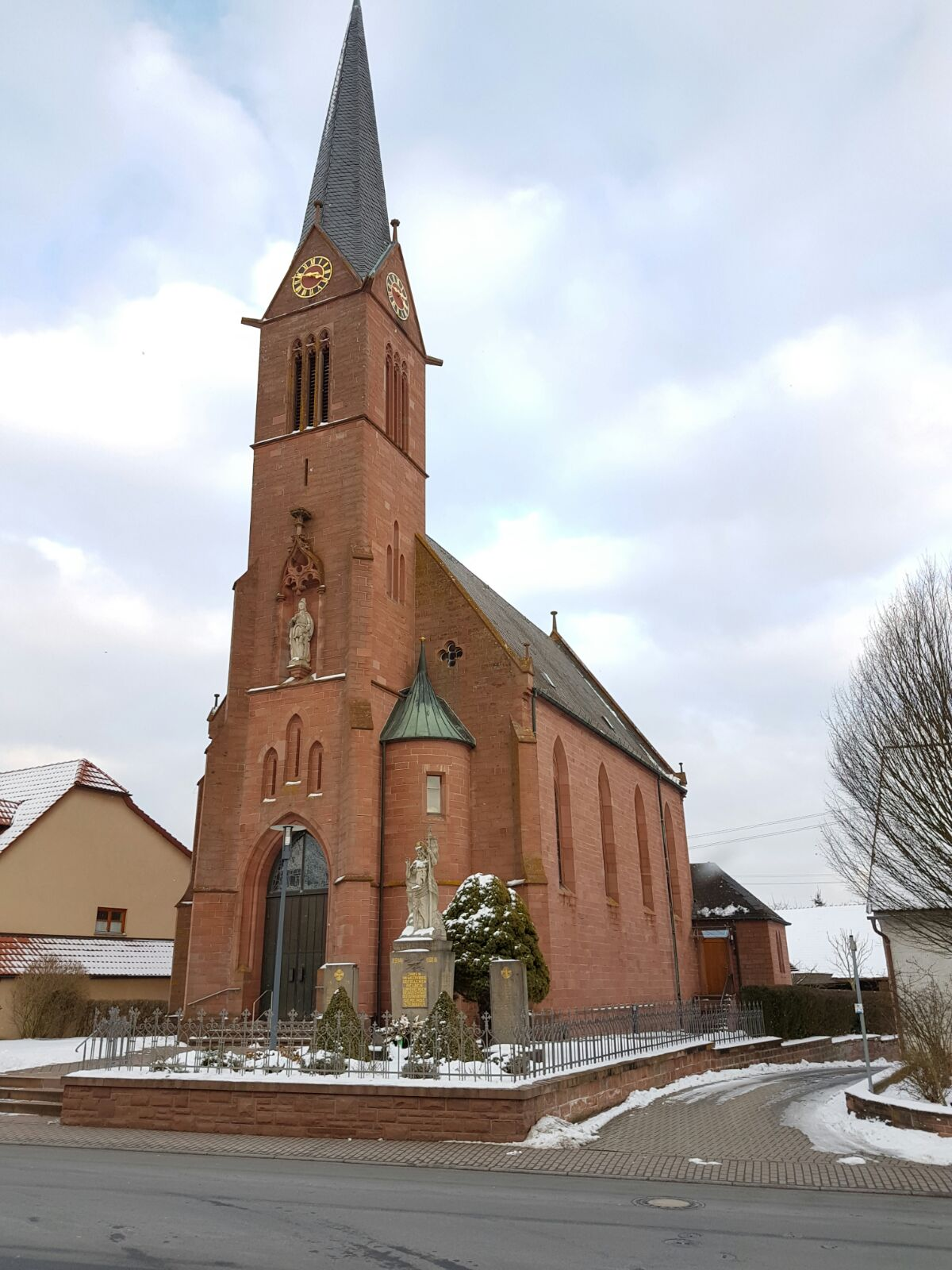
Die Kirche St. Peter und Paul in Steinbach (2017)

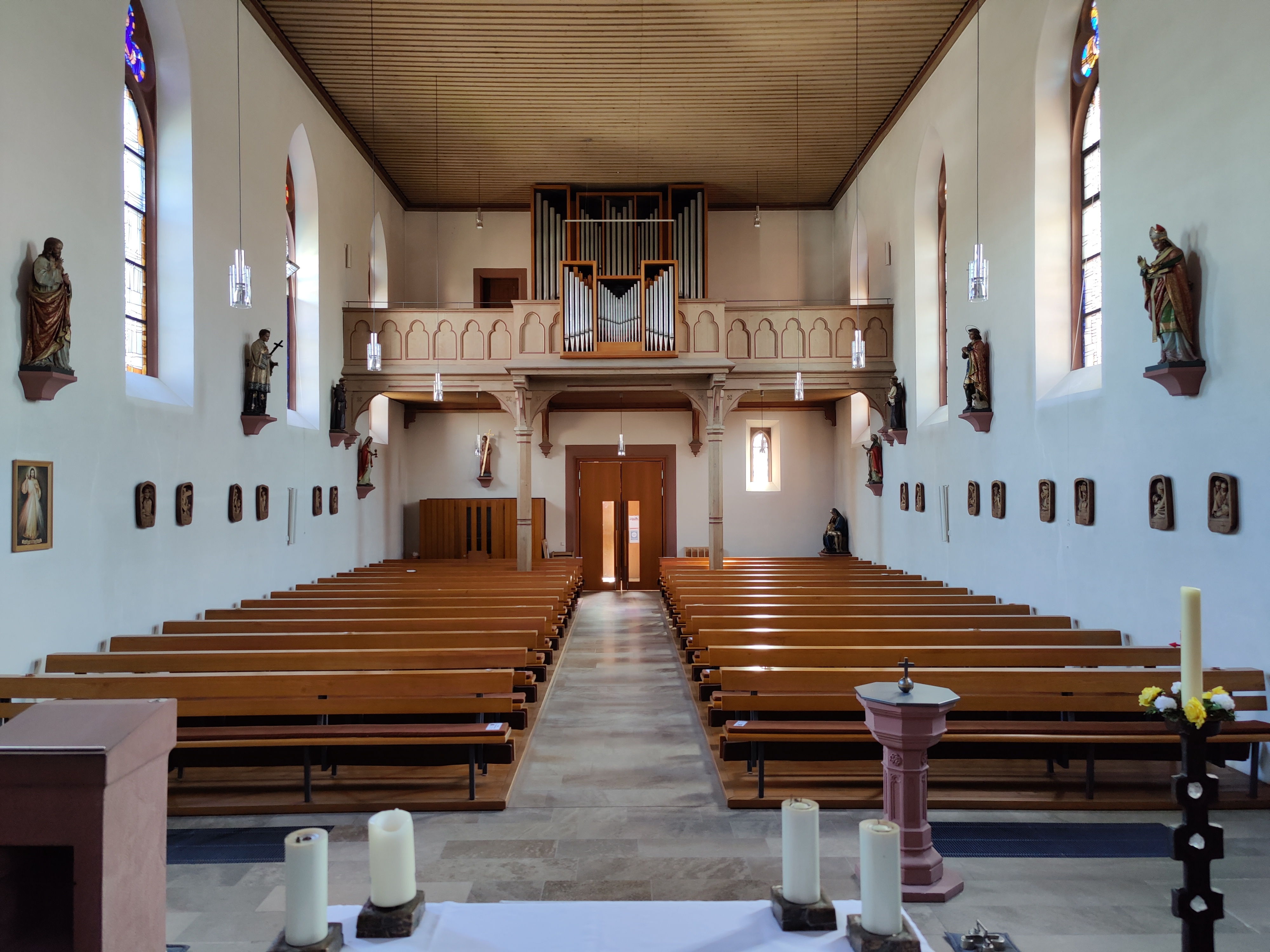
Innenraum mit Blick zur Orgel (2021)

Die römisch-katholische Pfarrkirche St. Peter und Paul in Steinbach, einem Stadtteil von Külsheim im Main-Tauber-Kreis, wurde 1904 erstmals urkundlich erwähnt.

## Geschichte
Die Steinbacher Pfarrkirche wurde 1904/05 erstmals urkundlich erwähnt. Sie war eine Filialkirche von Hundheim, heute von Külsheim, und blieb trotz der evangelisch geprägten Wertheimer Ortsherrschaft römisch-katholisch.
Die Steinbacher St.-Peter-und-Pauls-Kirche gehört zur Seelsorgeeinheit Külsheim-Bronnbach, die seit einer Dekanatsreform am 1. Januar 2008 dem Dekanat Tauberbischofsheim des Erzbistums Freiburg zugeordnet ist.

## Architektur
Die St.-Peter-und-Pauls-Kirche wurde im neugotischen Baustil errichtet.